# Velodrom Třebešín
Velodrom Třebešín stojí v severozápadní části Strašnic ve vilové čtvrti Třebešín na nejvyšším místě táhlého návrší mezi ulicemi Nad Třebešínem III, Na Třebešíně a Nad Kapličkou. Ze severu areál ohraničuje svah k bývalé železniční spojce na Nákladové nádraží Žižkov.

## Historie
Po obvodu fotbalového hřiště FK Viktoria Žižkov, které se na Třebešín ve Starých Strašnicích přemístilo z Ohrady na Žižkově, vznikla roku 1941 klopená cyklistická dráha s betonovým povrchem a dvěma klopenými zatáčkami se sklonem 22°, dlouhá 412 metrů a široká 6 metrů. U jejího zrodu stál bývalý cyklistický závodník a sprinter ing. Josef Šídlo, člen VS – NSK. První závod odstartoval v 16 hodin dne 7. září 1941 a shlédlo jej více než desetitisíc diváků. Od svého založení zde závodili sprinteři, stíhači, silničáři, jezdci za motorovými vodiči i samotní vodiči na svých strojích a takzvaní univerzálové (bodovačkáři, dvojicoví i omnioví závodníci).
Dráha byla postavena za necelé 4 měsíce na rozhraní jara a léta roku 1941 bez techniky a vlastními silami cyklistů, pouze s přispěním odborných stavebních dělníků a techniků. Její životnost i díky „válečnému cementu“ byla krátká - betonový ovál se začal drobit a na severní straně, kde klesal násep směrem k železniční trati, se podélně lámala zatáčka. Později byla zbořena velká krytá tribuna pro přibližně čtyři tisíce stojích diváků poté, co ji zasáhla prudká letní bouře.
Roku 1951 bylo z iniciativy Miroslava Junga a v režii TJ Tesla Žižkov přistoupeno k rekonstrukci dráhy, při které zaniklo fotbalové hřiště uprostřed oválu a vznikl malý tunel pod náspem ochozů. Nový velodrom projektovaný bývalým cyklistou ing. Karlem Cibulou měl hladký povrch s klopením v zatáčkách 22° a v rovinkách mírné, délku 381 metrů a šířku 7 metrů.
Protože stále „ujížděl“ násyp pod severní zatáčkou, bylo nutné dráhu rozbourat a znovu postavit. Výstavba probíhala od ukončení sezony roku 1966 do otevření v červnu roku 1971 v režii TJ KOVO opět podle návrhu Ing. Karla Cibuly, stavební práce provedly Vojenské stavby Praha, Vodní stavby a Metrostav a generálním dodavatelem bylo družstvo Triga.

## Popis
Dráha s hlazeným betonovým povrchem má délku 333,33 m, šířku 7,8 m, zatáčky klopené na 34° a rovinky klopené na 7°. Je jednou z nejrychlejších drah v České republice.
Konají se zde prestižní závody včetně druhého nejstaršího sprintérského závodu na světě Framaru.